# (6820) Buil
(6820) Buil – planetoida z grupy pasa głównego asteroid okrążająca Słońce w ciągu 4,83 lat w średniej odległości 2,86 j.a. Odkrył ją wydział naukowy CERGA w Caussols 13 grudnia 1985 roku. Nazwa planetoidy pochodzi od Christiana Buila – francuskiego astronoma amatora.